# 大坪政士
大坪 政士（おおつぼ まさし、1938年6月18日 - ）は、日本の陸上競技選手。1964年東京オリンピックで男子棒高跳に出場。その後、姓は小倉となっている。

## 経歴
千葉県木更津市桜井出身。木更津市立木更津第二中学校1年生の時に、校内のマラソン大会で優勝したことから陸上競技を始めたという。千葉県立木更津高等学校に進むと棒高跳で頭角を現し、3年生時の全国高等学校総合体育大会（インターハイ）で優勝した。
中央大学に進み、1959年に日本陸上競技選手権大会の棒高跳で4m20を跳び、同記録の安田矩明をかわして優勝した。
卒業後は日立製作所に属した。東日本実業団陸上競技選手権では第3回大会から第6回大会まで4回連続優勝。うち、第5回大会（1963年）で跳んだ4m65は当時の日本記録であった。1964年に日本選手権で4m70を跳び、自らの日本記録を更新して2度目の優勝を果たしている。
1964年東京オリンピックで男子棒高跳に出場。予選を突破することはできず、現役最後の舞台となった。